# Kanał Dniepr-Ingulec
Kanał Dniepr-Ingulec – kanał wodny, łączący Dniepr z Ingulcem, mający za zadanie dostarczanie wody do nawadniania gospodarstw rolnych w obwodzie kirowohradzkim i dniepropetrowskim, oraz dla potrzeb krzyworoskiego kompleksu górniczo-hutniczego.
Tunel został oddany do użytku w 1988, jego długość wynosi 150,5 km. Rozpoczyna się przy Zbiorniku Kremieńczuckim, później stacja pomp tłoczy wodę na wysokość 45 m, skąd spływa sztucznym korytem, później przez tunel o średnicy 5 m, do zbiornika tranzytowego, skąd drugim tunelem, i dalej kanałem do drugiej stacji pomp, podnoszącej wodę na wysokość 10,5 m. Następnie woda spływa do Zbiornika Ołeksandriwskiego na Ingulcu, a dalej uregulowanym korytem rzeki do Zbiornika Iskrowskiego, i wreszcie do Zbiornika Karaczynowskiego w Krzywym Rogu.